# Ligosullo
Ligosullo est une commune italienne de la province d'Udine dans la région Frioul-Vénétie Julienne en Italie.

## Administration
| Période                                  | Période | Identité | Étiquette | Qualité |
| ---------------------------------------- | ------- | -------- | --------- | ------- |
|                                          |         |          |           |         |
| Les données manquantes sont à compléter. |         |          |           |         |

### Communes limitrophes
Paluzza, Paularo, Treppo Carnico

## Personnalités nées à Ligosullo
- Jacob Nicolaus Craigher de Jachelutta (1797–1855), poète autrichien, consul de Belgique, né dans la Castel Valdajer.